# Stiphodon percnopterygionus
Stiphodon percnopterygionus е вид бодлоперка от семейство Попчеви (Gobiidae).

## Разпространение
Видът е разпространен в Гуам, Палау, Провинции в КНР, Северни Мариански острови, Тайван и Япония.

## Описание
На дължина достигат до 4,2 cm.